# Sylfik plamkouchy
Sylfik plamkouchy (Lophornis gouldii) – gatunek małego ptaka z podrodziny paziaków w rodzinie kolibrowatych (Trochilidae). Występuje w środkowej i północno-środkowej Brazylii. Jest klasyfikowany jako gatunek bliski zagrożenia (NT, ang. Near Threatened).

## Systematyka
Gatunek ten po raz pierwszy zgodnie z zasadami nazewnictwa binominalnego opisał francuski przyrodnik René Lesson w 1832 roku w książce Les Trochilidées ou les Colibris et les Oiseaux-Mouches, suivis d'un Index Général, dans lequel sont décrites et classées méthodiquement toutes les races et espèces du genre Trochilus. Autor nadał gatunkowi nazwę Ornismya gouldii, nie podał miejsca typowego. Nie wyróżnia się podgatunków.

### Etymologia
- Lophornis: gr. λοφος lophos „czub, grzebień”; ορνις ornis, ορνιθος ornithos „ptak”[11].
- gouldii: John Gould (1804–1881), angielski wydawca, przedsiębiorca, przyrodnik[12].

## Morfologia
Mały sylfik o długim, prostym i cienkim czerwonym dziobie o czarnym zakończeniu. Tęczówki czarne. Występuje dymorfizm płciowy. Samiec ma błyszczące zielonozłote czoło; boki głowy i gardło szmaragdowozielone. Na szczycie głowy rudy, wyraźnie zaznaczony czub. Z policzków wyrastają wydłużone wachlarzowate wąskie i białe pióra z czarnymi zakończeniami w kształcie szerokich kropek. Górne części ciała brązowozielone, na zadzie biały pas. Dolne części ciała szarozielone. Ogon niezbyt długi, kwadratowy, środkowe sterówki brązowozielone, pozostałe rude z brązowozielonymi obrzeżami i końcówkami. Samica nie ma grzebienia i wachlarza piór na bokach głowy. Gardło, podgardle i górne części szyi rude, poniżej płowy pasek piersiowy. Ogon ma ciemnobrązowy z rudymi zakończeniami, na grzbiecie pióra samicy są bardziej opalizujące niż u samca. Młode osobniki podobne są do samic.
Długość ciała 6,8–7,6 cm; masa ciała 2,4–2,8 g.

## Zasięg występowania
Zasięg występowania (EOO, Extent of Occurrence) według szacunków organizacji BirdLife International obejmuje około 1,71 mln km². Gatunek ten występuje w środkowej i północno-środkowej Brazylii (stany Pará, zachodni Maranhão i na południe do Mato Grosso i Goiás), sporadycznie spotykany bywa na niewielkich obszarach wschodniej Boliwii w departamencie Santa Cruz.

## Ekologia i zachowanie
Sylfik plamkouchy występuje na brzegach lasów, sawannach i obszarach cerrado, spotykany jest także na obszarach silnie zdegradowanego lasu wilgotnego. Górna granica występowania to około 800 m n.p.m. Dieta tego gatunku nie jest dobrze poznana, ale najprawdopodobniej składa się głównie z nektaru oraz niewielkich owadów i jest podobna do diety sylfika strojnego, który żeruje na kwiatach z następujących rodzin: akantowate, trojeściowate, astrowate, wilczomleczowate, jasnotowate, marantowate, marzanowate i werbenowate. Często widywany jest przy kwiatach Asclepias curassavica, werbeny i nikli indyjskiej. Długość pokolenia jest określana na 1,9 roku.

### Rozmnażanie
Nie ma wielu szczegółowych informacji o rozmnażaniu tego gatunku. Okres lęgowy trwa od grudnia do lutego lub kwietnia. Gniazda buduje na cienkich gałęziach drzew, w kształcie niewielkiej miseczki, a jego zewnętrzne ścianki pokrywają mchy i pajęczyny. W lęgu 2 jaja o wymiarach 12 × 8 mm i masie 0,35 g. Okres inkubacji trwa 14 dni, a pisklęta przebywają w gnieździe do 22 dni.

## Status
W Czerwonej księdze gatunków zagrożonych IUCN sylfik plamkouchy od 2021 roku jest klasyfikowany jako  gatunek bliski zagrożenia (NT, ang. Near Threatened), wcześniej w latach 2012–2021 był klasyfikowany jako gatunek narażony (VU, ang. Vulnerable). Ptak ten jest opisywany jako rzadki. Szacunkowa liczebność populacji jest określana na więcej niż 28 tys., a mniej niż 376 tys. dorosłych osobników. Trend populacji jest określany jako spadkowy z powodu zmniejszania się jego naturalnego habitatu. Analizując jego zmniejszanie się, określono spadek populacji sylfika plamkouchego o około 13–19% w ostatnich 10 latach, a dalszy spadek jego populacji w następnych 10 latach o 15–29%.